# Claude Buckenham
Claude Percival Buckenham, né le 16 janvier 1876 à Londres dans le quartier de Herne Hill et mort le 23 février 1937 à Dundee en Écosse, est un joueur de cricket et un footballeur amateur international. De nationalité anglaise, il est champion olympique de football aux jeux olympiques de 1900 à Paris.

## Biographie
En cricket, Buckenham représente l'Essex pour la première fois en 1899, à 23 ans. En 1910, il réalise son premier match international à l'occasion d'une tournée de l'équipe d'Angleterre en Afrique du Sud. 
Parallèlement à sa carrière de joueur de cricket, Buckenham est un excellent footballeur amateur. Défenseur du Upton Park FC (club londonien), il représente la Grande-Bretagne aux jeux olympiques de 1900 à Paris. Le 20 octobre 1900, les Britanniques battent la sélection française 4 buts à 0 devant 500 spectateurs, devenant les premiers champions olympiques de football. 
En 1914, le londonien prend sa retraite pour devenir professionnel au sein du Scottish club Forfarshire. Après avoir servi dans l'artillerie durant la Première Guerre mondiale, il est entraîneur de cricket à la Repton School dans le Derbyshire.